# Еберхард Шорш
Ебергард Шорш (30 грудня 1935, Лейпциг — 14 листопада 1991, Гамбург) — німецький лікар, психіатр і дослідник сексу.

## Життя
З 1970 року і останніх свої днів Шорш був директором Інституту сексуальних досліджень, сексуальної медицини та судової психіатрії в університетській лікарні Гамбург-Еппендорф (UKE). В своїй роботі Шорш мав справу з людьми, які були звинувачені або засуджені за злочини проти сексуального самовизначення. Він також був головою Німецького товариства сексуальних досліджень (DGfS) з 1982 по 1985 рік і співзасновником і редактором Журналу сексуальних досліджень у 1988 році.

## Роботи
як автор
- Дослідження іонограми сечі та сироватки при піурії у немовлят . Дисертація. Університет Мюнстера, 1962.
- Сексуальність при ендогенно-фазових психозах. (Внески до сексуальних досліджень, Том 39). Enke, Штутгарт 1967.
- сексуальні злочинці . Keip, Goldbach 1995, ISBN 3-432-01708-1 . (Репринт видання Штутгарт 1971)
- з Ніколаусом Беккером: страх, бажання, руйнування. Садизм як соціально-кримінальний акт. Про психодинаміку сексуальних вбивств. (Внески до сексуальних досліджень, Том 78). Psychosocial Publishing, Giessen 2000, ISBN 3-89806-048-9 . (Репринт видання Reinbek 1977)
- з Герлінде Галедарі, Антьє Хааг, Маргрет Хюн і Гартвігом Лозе: Збочення як злочин. Динаміка і психотерапія . Springer, Berlin 1985, ISBN 3-540-12468-3 .[2]
- Короткий процес? Сексуальний злочинець у суді . EVA, Гамбург 1995, ISBN 3-434-46228-7.
- Фолькмар Сігуш, Гюнтер Шмідт (ред.) : Збочення, любов, насильство. (Внески до сексуальних досліджень, Том 68). Enke, Stuttgart 1993, ISBN 3-432-25391-5.

як редактор
- з Гюнтером Шмідтом і Фолькмаром Сігушем : Тенденції в сексуальних дослідженнях. [Для Ганса Гізе]. (Внески до сексуальних досліджень; том 49). Enke, Stuttgart 1970, ISBN 3-432-01649-2.
- з Гюнтером Шмідтом: Результати сексуальних досліджень. Робота Гамбурзького інституту сексуальних досліджень . Ullstein, Frankfurt am Main 1975, ISBN 3-548-03301-6.
- з Гербертом Єгером: Сексуальна наука та кримінальне право. (Внески до сексуальних досліджень, Том 62). Enke, Stuttgart 1987, ISBN 3-432-96011-5.
- з Фрідеманном Пфеффліном : Сексуально-політичні суперечки. Підсумки 15-го Наукова конференція Німецького товариства сексуальних досліджень (Внески до сексуальних досліджень, Том 63). Enke, Stuttgart 1987, ISBN 3-432-96071-9.

## Веб-посилання
- Бібліографія. Еберхард Шорш // Німецька національна бібліотека
- Gestorben: Eberhard Schorsch. In: Der Spiegel. 47/1991. (online auf: spiegel.de)
- Staatsarchiv Hamburg Nachlass 622-2/55